# Naroma madecassa
Naroma madecassa är en fjärilsart som beskrevs av Griveaud 1971. Naroma madecassa ingår i släktet Naroma och familjen tofsspinnare. Inga underarter finns listade i Catalogue of Life.